# بكزات ستارتخانوف
بكزات ستارتخانوف (4 أبريل 1980 – 31 ديسمبر 2000) هو ملاكم كازاخستاني راحل، مثّل بلاده في الألعاب الأولمبية الصيفية 2000.

## روابط خارجية
بكزات ستارتخانوف على موقع أوليمبيديا (الإنجليزية)